# Verbascum laciniatum
Verbascum laciniatum är en flenörtsväxtart som först beskrevs av Poiret, och fick sitt nu gällande namn av O.Kuntze. Verbascum laciniatum ingår i släktet kungsljus, och familjen flenörtsväxter. Inga underarter finns listade i Catalogue of Life.